# Нижегородский троллейбус
Нижегоро́дский тролле́йбус — троллейбусная система Нижнего Новгорода. Запущена 27 июня 1947 года. Стоимость проезда — 35 рублей за безналичный расчёт, за наличный — 40 рублей[значимость факта?].
В настоящее время вся троллейбусная сеть функционирует только в северо-западной части города (в Канавинском, Сормовском и Московском районах) и обслуживается депо № 2. До 21 октября 2024 года троллейбусы ходили в Автозаводском районе, до 1 марта 2025 – в Нагорной части. Сети на левом и правом берегах Оки никогда не были соединены друг с другом по причине физических трудностей с подъёмом и спуском троллейбусов по крутым съездам. «Автозаводская» сеть отделилась от «северо-западной» при строительстве метрополитена.
В городе до 2005 года производилась сборка троллейбусов «Нижтролл» (капитально-восстановительный ремонт старых ЗиУ-682).
В 2020 году были получены 30 троллейбусов из Москвы. Поставки троллейбусов из Москвы начались в июле 2020 года. В апреле — июне 2021 года Москва отдала городу ещё 40 машин.

В 2023 году стало известно о планах частичной ликвидации троллейбусного движения в Нижнем Новгороде с заменой на электробусы. После обращений нижегородцев Следственный комитет России поручил возбудить уголовное дело по факту закрытия троллейбусных линий. Процесс замены троллейбусов на электробусы начался в феврале 2024 года.

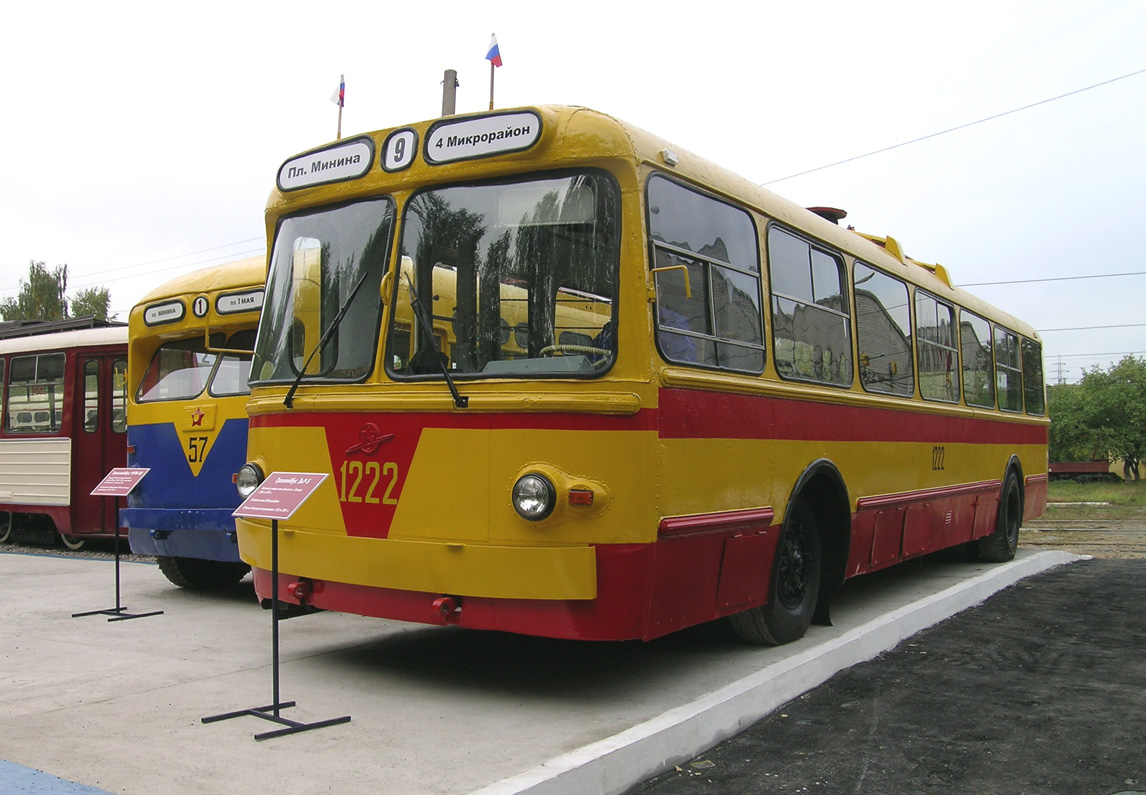
ЗиУ-5

Есть музей электротранспорта при МП «Нижегородэлектротранс» (на территории трамвайного депо № 1, ул. Генерала Ивлиева, 1), в экспозиции которого представлены раритетные троллейбусы ЗиУ-5 и МТБ-82.

## Историческая справка
- 27 июня 1947 открыт маршрут № 1 протяжённостью 2,6 км — по ул. Свердлова от пл. Минина (Кремля) до пл. 1-го Мая[12][2].
- Конец 1947 (возможно, 6 ноября) — маршрут № 1 продлевается по улице Фигнер (Варварской) до пл. Свободы.
- 1948 — маршрут № 1 продлевается по открытой линии на ул. Горького до пл. 1 мая (Горького). Маршрут № 1 стал кольцевым.
- 6 марта 1948 открыты линии по Московскому шоссе, улице Берёзовской, Сормовскому шоссе. Открыт маршрут № 3 «Московский вокзал — улица Берёзовская» (полукольцевой в обе стороны).
- 1949 — открыта новая линия по ул. Коминтерна, Свободы от ул. Берёзовской до ул. Большой Починковской. Открыт маршрут № 4 «Московский вокзал — Починки».
- 1950 — открыта новая линия по ул. Хальзовской — проспект КИМа до ул. Котова. Запущен маршрут № 5 «Московский вокзал — Копосово». Трасса маршрута № 5 проходила по трассе маршрута № 4. В связи с этим маршрут № 4 — отменен.
- 1954 — построена новая линия по ул. Свердлова (Большой Покровской), проспекта Гагарина от пл. 1 Мая (Горького) до ул. Бекетова. Организован новый маршрут № 6 «пл. Минина и Пожарского — Макаронная фабрика».
- 1955 — по проспекту Гагарина от ул. Бекетова до ул. Сурикова продлена троллейбусная линия и продлён маршрут № 6 «пл. Минина и Пожарского — п. Новый».
- 1956 — продлилась линия по проспекту Гагарина от ул. Сурикова до ул. Горной. Маршрут № 6 продлён до Мызы.
- В 1956 году закрылась двухсторонняя линия по ул. Берёзовской. Открылась новая линия по Московскому шоссе от ул. Берёзовской до ул. Декабристов. Маршрут № 3 проходит по новой линии: «Московский вокзал — Лесной городок».
- Ноябрь 1957 — открыта новая линия по Союзному пер., ул. Сутырина до Старой Канавы. Открыт маршрут № 7 «Московский вокзал — Старая Канава».

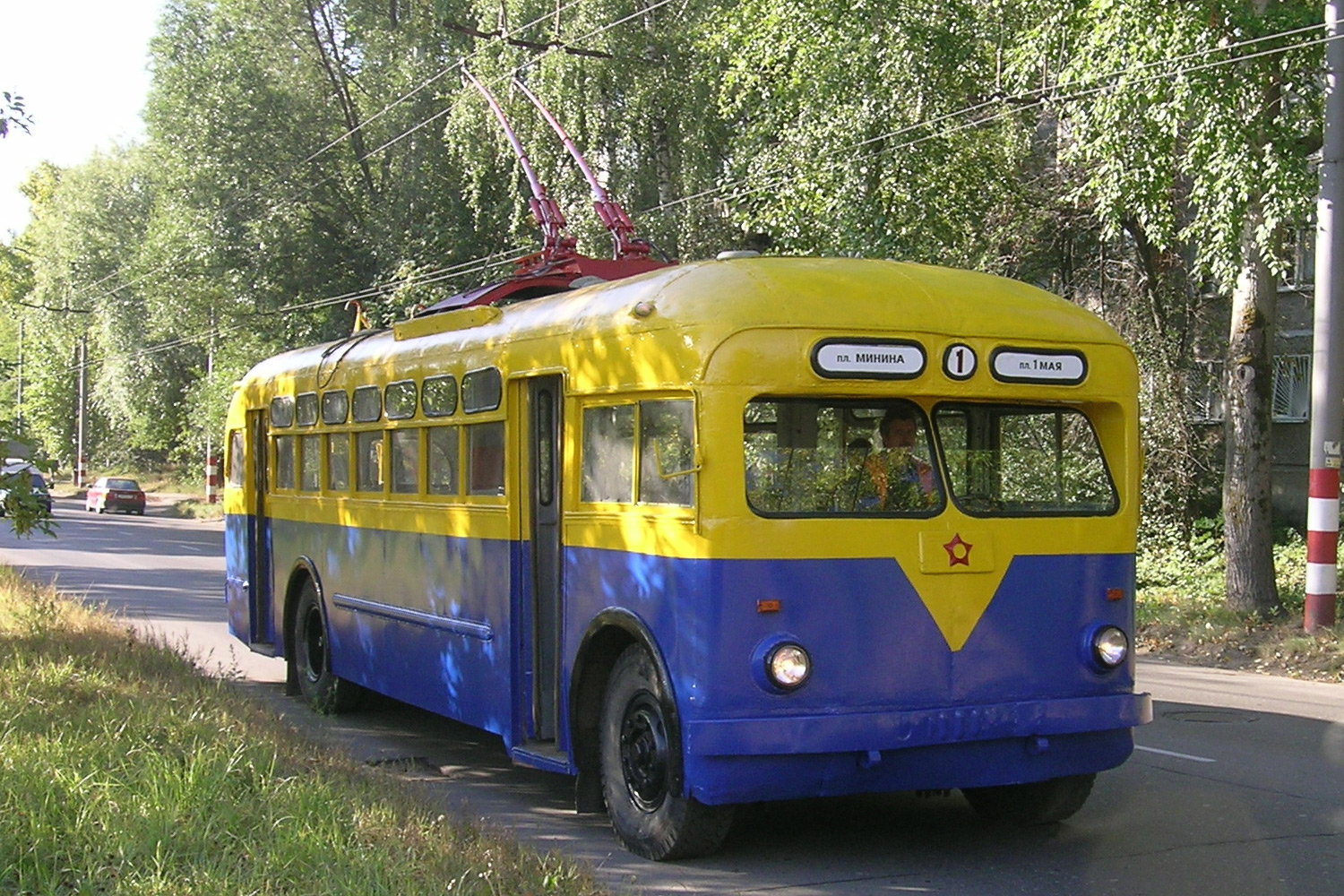
Основной троллейбус 1950-х гг. МТБ-82

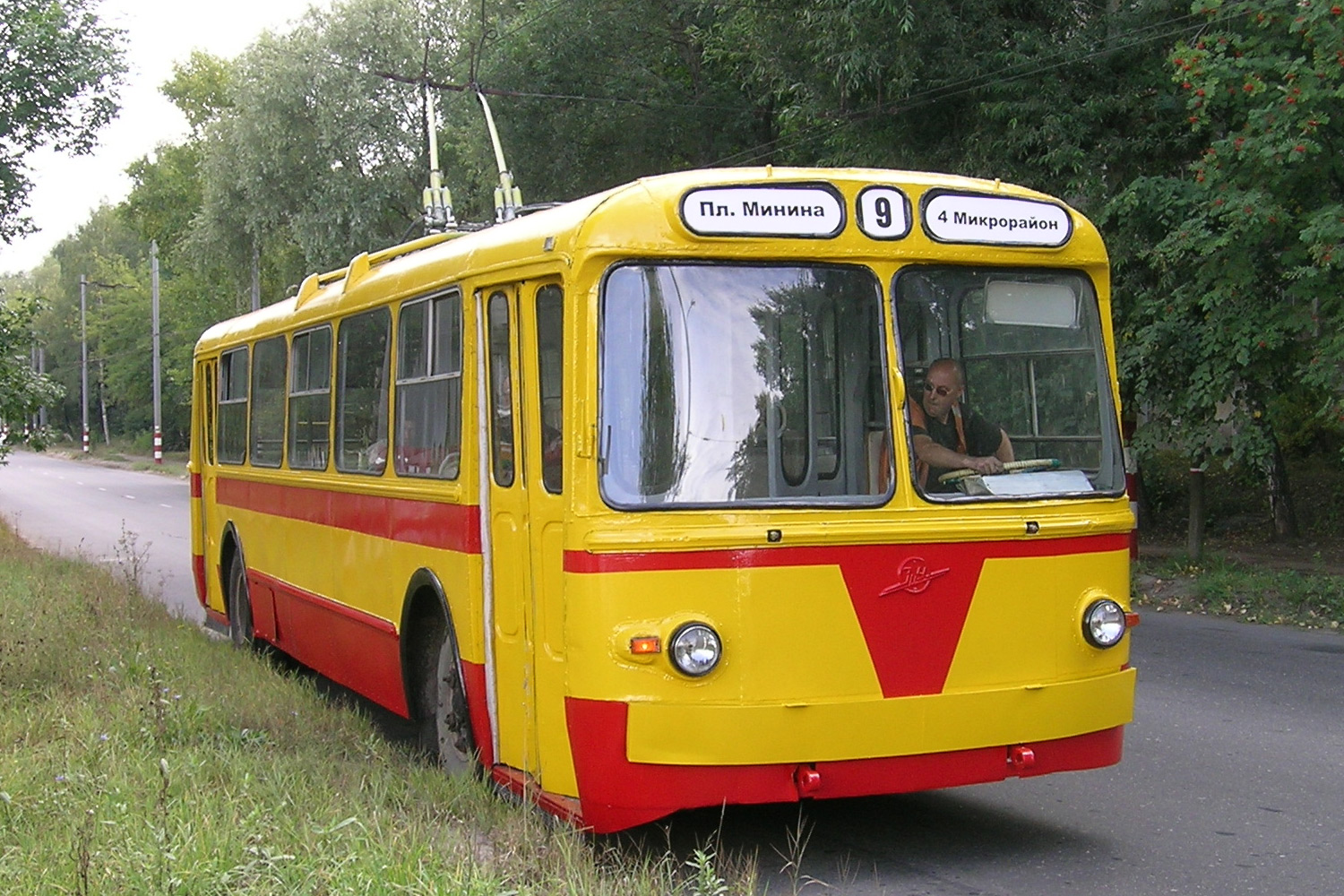
Основной троллейбус 1960-х гг. ЗиУ-5

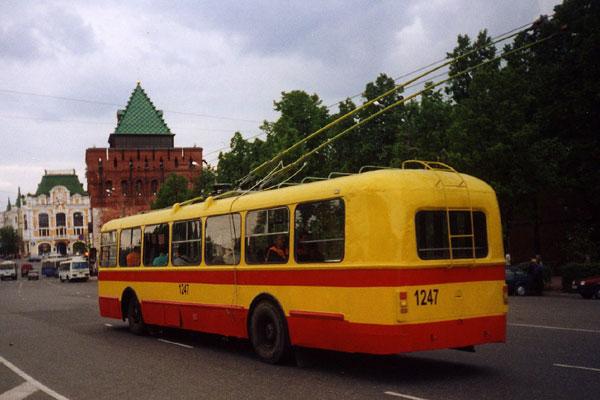
Троллейбус ЗиУ-5 у пл. Минина

- 1959 — введена в строй новая линия по ул. КИМа, Ясной, Землячки, Ужгородской. Запущен маршрут № 8 «Московский вокзал — Высоково».
- 1961 — открыта новая линия по ул. Ст. Канавы, Новосельской до Бутырской. Продлён маршрут № 7 до Комсомольского посёлка.
- 1963 — открыта троллейбусная линия по ул. Бекетова от проспекта Гагарина до ул. Нартова. Организован маршрут № 9 «пл. Минина и Пожарского — ул. Нартова».
- Ноябрь 1966 — открыта новая линия по Московскому шоссе от ул. Декабристов до агрокомбината. Открыт новый маршрут № 10 «Московский вокзал — агрокомбинат им. Горького».
- 27 мая 1967 открыта новая линия по проспекту Ленина от ул. Новикова Прибоя, проспекту Октября от ул. Раевского до ул. Веденяпина. Организованы новые маршруты № 2 «ул. Новикова-Прибоя — ДК „ГАЗ“» и № 4 «ДК „ГАЗ“ — платф. Счастливая»[2].
- Февраль 1968 — продлена линия от проспекта Ленина по ул. Веденяпина и Лескова, до ул. Коломенской (40 лет Октября). Маршруты № 2 «ул. Новикова-Прибоя — ул. Минеева» и № 4 «ул. Минеева — платф. Счастливая» продлены. Кроме того, открылся маршрут № 11 «платф. Счастливая — ул. Новикова-Прибоя».
- 1968 — продлена линия по проспекту Гагарина от ул. Горной до ул. Ларина. Маршрут № 6 «пл. Минина — Сельскохозяйственный институт» продлён.
- 1969 — вступила в строй новая линия по проспекту Ленина (ул. Июльских Дней) от ул. Новикова-Прибоя до ДК Железнодорожников. Маршрут № 11 «платф. Счастливая — ГЗСА» продлён.
- 1969 — продлена линия по ул. Веденяпина, Южному шоссе от ул. Лескова до ул. Янки Купалы. Открыт новый маршрут № 12 «ул. Новикова-Прибоя — ул. Янки Купалы».
- 1 мая 1970 открыта линия по ул. Бекетова от ул. Нартова до ул. Ванеева. Маршрут № 9 «пл. Минина — пл. Советская» продлён.
- 1 мая 1970 открыто движение по проспекту Гагарина от ул. Ларина до остановки «Щербинки-2». Организован маршрут № 13 «пл. Минина — микрорайон Щербинки-2».Троллейбус ЗиУ-682 КР ИвановоТроллейбус ВМЗ-52981

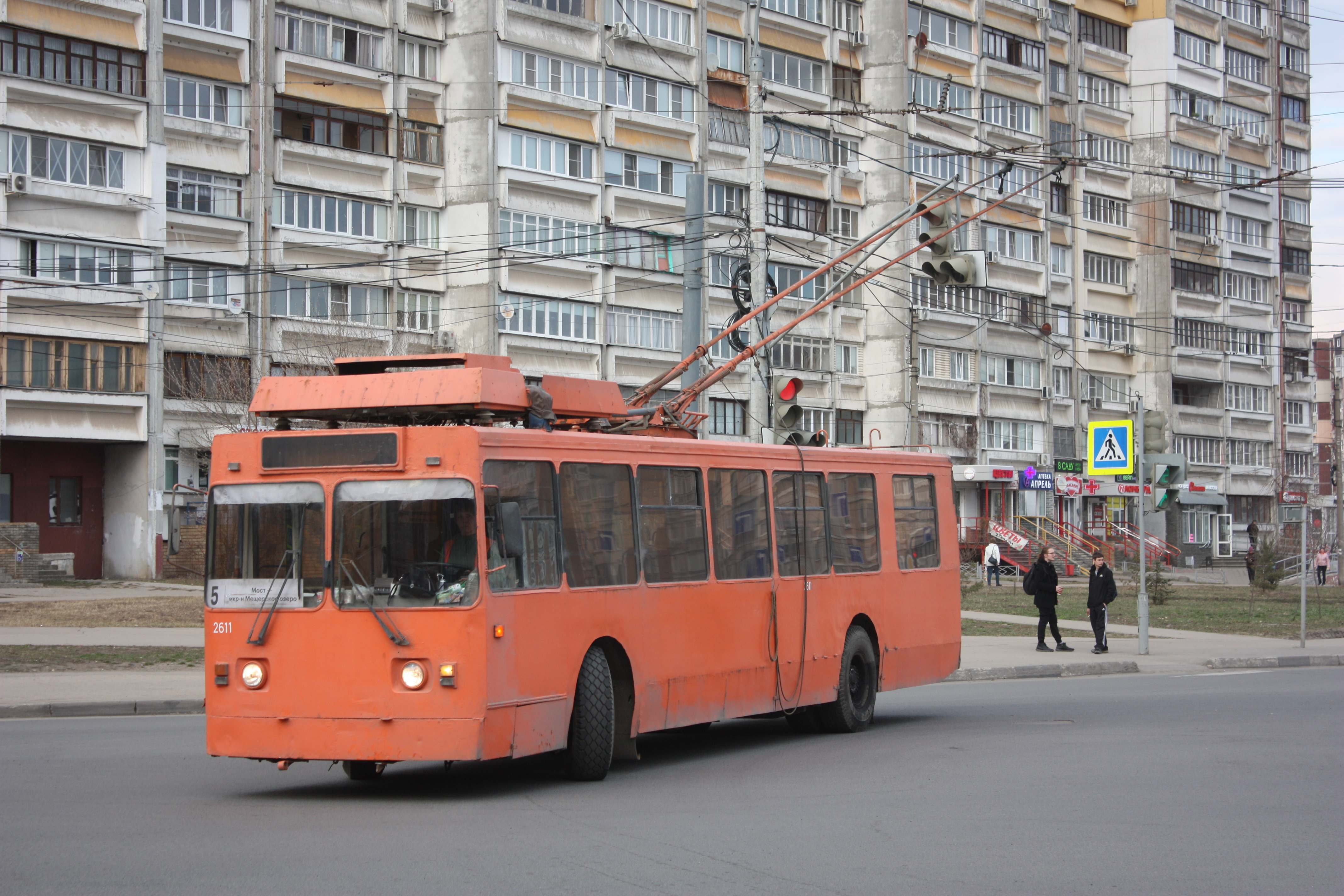
Троллейбус ЗиУ-682 КР Иваново

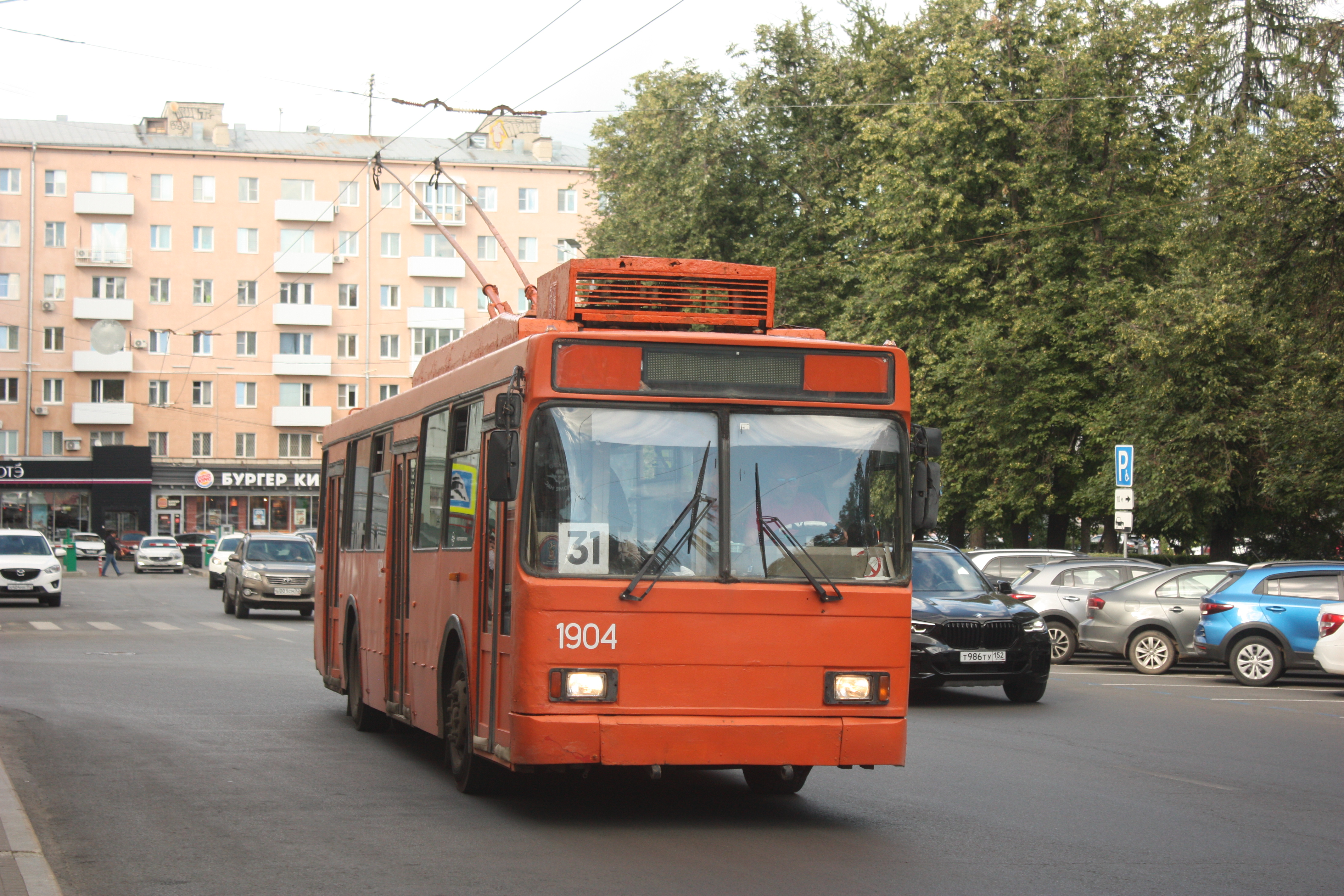
Троллейбус ВМЗ-52981

- 6 ноября 1970 введена новая линия по ул. Совнаркомовской, Коммунистической, Прокофьева, Долгополова (односторонняя от пл. Ленина), Литвинова (односторонняя к пл. Ленина). Маршрут № 11 «пл. Ленина — платф. Счастливая» продлён.
- 1970 — открыто движение по ул. Аркадия Гайдара от ул. Янки-Купалы до ул. Патриотов. Маршрут № 12 «ул. Новикова-Прибоя — ул. Патриотов» продлён.
- 6 мая 1971 введена новая линия по Бурнаковскому проспекту, проспекту Героев, ул. Просвещения, Рябцева, Ярошенко до парка Сормова. Открыт маршрут № 15 «Московский вокзал — Сормовский ПКиО».
- июнь 1971 — открыт маршрут № 14 «ст. Счастливая — ул. Патриотов».
- 15 сентября 1971 организовано движение по ул. Ванеева от пл. Свободы до пл. Советской. Открыт маршрут № 17 «пл. Горького — Стройплощадка» (через пл. Минина), изменен маршрут № 9, он стал проходить по улицам Свердлова (Большая Покровская), Ванеева, Бекетова (двухсторонний кольцевой).
- 1971 — организован маршрут № 16 «пл. Советская — Мыза».
- апрель 1972 — открыто движение по ул. Космонавта Комарова. Организован маршрут № 18 «пл. Ленина — ул. Памирская».
- 1972 — 1973 — переезд депо № 1 из старого здания на ул. Лядова. Служебная линия по пл. Минина и Пожарского, ул. Минина, ул. Семашко и ул. Лядова демонтирована.
- 1972 — открыто движение по ул. Адмирала Васюнина от ул. Ванеева до ул. Ивлиева. Маршрут № 16 «Щербинки-2 — 4-й Нагорный микрорайон» продлён. Маршруты № 9, 17 изменены. Они стали ходить: № 9 «4-й Нагорный микрорайон — проспект Гагарина — ул. Ванеева» (по часовой стрелке), № 17 точно так же, только против часовой.
- 1973 — открыто движение по ул. Должанской, Канавинской и Канавинскому мосту, Нижневолжской набережной до пл. Маркина. Организован новый маршрут № 19 «Московский вокзал — Речной вокзал».
- декабрь 1974 — открыта новая линия по ул. Буревестника, Чаадаевской до ул. Мечникова. Маршрут № 15 «Московский вокзал — платформа Чаадаева» продлён.
- март 1975 — открыта новая линия по улице Ужгородской от ул. Беринга до железнодорожного пересечения. Маршрут № 8 «Московский вокзал — пос. Дубравный» продлён.
- 1978 — продлён маршрут № 19 «Речной вокзал — Платф. Чаадаево» (по Московскому шоссе). Открыт маршрут № 20 «ул. Новикова-Прибоя — ул. Янки Купалы».
- 1978 — открыта линия по ул. Лескова, Юлиуса Фучика, Монастырка от ул. Веденяпина до Восточного проезда. Открыт маршрут № 22 «ул. Минеева — 7-я проходная ГАЗ».
- 1978 — в центре города изменены схемы маршрутов: открыта новая линия по ул. Ивлиева от ул. Васюнина до ул. Маршала Рокоссовского. Маршрут № 1 стал проходить от пл. Минина по ул. Свердлова обратно по ул. Горького затем по ул. Бекетова, до Кузнечихи-1. Маршрут № 16 продлён до Кузнечихи-1. Маршрут № 17 продлён и проходит от Кузнечихи-1 через пл. Минина и до пл. Горького. Маршрут № 6 проходит от пл. Минина до ул. Сурикова (в сторону пл. Минина проходил через ул. Свердлова от пл. Минина по ул. Горького). Маршрут № 9 изменился и стал проходить по кольцу ул. Свердлова — ул. Ванеева — ул. Бекетова в обе стороны.
- 1980 — открыта новая линия по ул. Рокоссовского от ул. Ивлиева до ул. Ванеева. Продлены маршруты № 1 «пл. Минина — ул. Рокоссовского», № 16 «Щербинки-2 — ул. Рокоссовского», № 17 «пл. Горького — ул. Рокоссовского».
- 1980 — демонтирована линия по ул. Должанской, Канавинской и Канавинском мосту, Нижневолжской набережной. Маршрут № 19 закрыт.
- 10 июня 1982 в связи с переводом ул. Свердлова (Большая Покровская) в пешеходную зону демонтирована троллейбусная линия по ул. Свердлова от пл. Горького до пл. Минина. В связи с этим изменены маршруты: № 1 «пл. Горького — ул. Рокоссовского» (сокращен), № 17 «пл. Минина — ул. Рокоссовского» (сокращен), № 13 «пл. Минина — Щербинки-2» (стал проходить через ул. Горького), № 6 и 9 стали проходить навстречу друг другу через пл. Минина — ул. Горького — ул. Бекетова — ул. Ванеева. Маршрут № 9 курсирует по часовой стрелке, а маршрут № 6 против часовой.

- 1983 — началась эксплуатация первого[13] троллейбусного поезда[14][15] из двух машин ЗиУ-682, соединенных по системе Владимира Веклича[16][17]. Всего эксплуатировалось 5 таких поездов[13]. Открыто движение по ул. Мурашкина, Мещерскому бульвару от Совнаркомовской до 3-го проезда Мещерского озера. Изменился маршрут № 18 «Мещерское озеро-3 — ул. Памирская».
- 1984 — демонтирована линия по проспекту Ленина от ул. Комарова до ул. Новикова-Прибоя; Маршрут № 11 сокращён «Ул. Новикова-Прибоя — станция „Счастливая“». Линия по ул. Совнаркомовская временно закрыта.
- 5 ноября 1984 открыта линия по ул. Переходникова, проспекту Бусыгина, ул. Дьяконова. Открыт маршрут № 19 «ул. Дьяконова — ул. Новикова-Прибоя».
- 1984 — открыта односторонняя линия по ул. Дружбы, Энтузиастов, Самочкина, Кировской, Премудрова, Волочильной, Дружбы по кольцу от и до проспекта Ленина. Открыт маршрут № 23 «ДК „Красная Этна“ — ул. Памирская».
- 1984 — закрыты маршруты № 3 и 5.
- сентябрь 1984 — открыта линия по Мещерскому бульвару от 3-го проезда Мещерского озера ло ул. Пролетарской. Маршруты № 7 «Мещерское озеро-4 — пос. Комсомольский» и № 10 «Мещерское озеро-4 — агрокомбинат „Горьковский“» продлены.
- 21 апреля 1989 — запущен троллейбусный маршрут № 3 «Мещерское озеро-4 — станция „Чаадаево“» по Бурнаковскому проезду
- 1989 — введена новая линия по ул. Ванеева от ул. Бекетова до ул. Рокоссовского. Изменены маршруты: № 1 «пл. Горького — Кузнечиха-2» (через ул. Ванеева), № 9 «пл. Минина — Кузнечиха-2» (через Ванеева), № 17 «пл. Минина — ул. Рокоссовского» (через ул. Васюнина), № 6 «пл. Минина — пл. Горького» (через ул. Бекетова).
- 1990 — открыты линии по ул. Пролетарской, Акмолинской, Куйбышева, Тореза от ул. Карла Маркса до Сормовского шоссе, Страж Революции (односторонняя на юг) и 50-летия Победы (односторонняя на север) от проспектов Героев до Сормовского шоссе. Изменены маршруты: № 15 «платф. Чаадаево — Московский вокзал» (через Московское шоссе). № 8 «платф. Чаадаево — пос. Дубравный» (через ул. 50 лет Октября и Страж Революции), № 7 «пос. Комсомольский — Московский вокзал» (через Мещерский бульвар). Продлены маршруты № 10 «Мещерское озеро-5 — агрокомбинат „Горьковский“» и № 18 «ул. Памирская — Мещерское озеро-5». Открыты маршруты № 5 «5 микр Мещерское озеро — пос. Комсомольский» (через ул. Тореза), № 21 «пл. Ленина — 5-й микр Мещерское озеро» (линия на пл. Ленина вновь заработала). Закрыты маршруты № 11 и 20. Изменены маршруты № 1 «пл. Горького — Кузнечиха-2» (от пл. Горького движется через ул. Ванеева, а обратно через ул. Ивлиева), № 16 «Щербинки 2 — ул. Рокоссовского» (через ул. Васюнина), № 9 и 17 «пл. Минина — Кузнечиха-2» (№ 9 от пл. Минина движется через ул. Ванеева, а обратно через ул. Ивлиева, а маршрут № 17 наоборот).
- 1991 — закрыты маршруты № 1 и 21.
- 1993 — маршрут № 6 сокращён «пл. Минина — Дворец спорта» (через ул. Ванеева). Маршрут № 16 закрыт.
- 1 октября 1993 открыта новая линия (которая строилась с 11 июля 1987 года) по ул. Ульянова, Нестерова (односторонняя от пл. Минина) / Пискунова (односторонняя в сторону пл. Минина), Большая Печерская, Родионова, Казанское шоссе, односторонний круг (ул. Касьянова, ул. Верхнепечёрская, Лопатина). Открыт маршрут № 1 «пл. Минина — Верхние Печёры».
- 1995 — изменён маршрут № 5 «пос. Комсомольский — пл. Ленина» (линия по Совнаркомовской вновь стала функционировать).
- 1996 — окончательно закрыта линия по ул. Совнаркомовской до пл. Ленина. Маршрут № 5 изменён «Мещерское озеро — пос. Комсомольский».
- 12 сентября 1998 — в день города открыт маршрут № 21 «ул. Рокоссовского — Верхние Печёры», его трасса прошла по новопостроенным линиям ул. Ивлиева, Бринского. Маршрут № 7 изменён «Московский вокзал — пос. Комсомольский» (через Сормовское шоссе).
- 1999 — маршрут № 6 «пл. Горького — пл. Минина» продлён. Маршрут № 8 «пос. Дубравный — Московский вокзал» изменён. Маршрут № 7 закрыт.
- 25 января 2000 — открыта новая односторонняя линия по ул. Раевского, Плотникова, Краснодонцев, Комсомольская от ул. Дьяконова до проспекта Октября. Продлён маршрут № 4 «Соцгород-2 — ул. Минеева».
- 1 сентября 2001 — продлён маршрут № 21 «пл. Горького — Верхние Печёры». Маршруты № 7 и 8 вернули на свои старые трассы, движение которых осуществлялось до 1999 года. Открыт маршрут № 16 «Щербинки 2 — ул. Корнилова» (через ул. Рокоссовского).
- 13 мая 2002 — открыт маршрут № 11 «станция метро „Пролетарская“ — Соцгород-2» (по проспектам Ленина, Ильича и Октября).
- 1 мая 2003 — открыто движение по ул. Кузбасская, Электровозная, односторонняя по ул. Путейская, Архангельская — туда, ул. Гороховецкая — обратно. Запущен маршрут № 25 «Московский вокзал — ул. Архангельская».
- 2004 — маршрут № 7 «Московский вокзал — мкр. Комсомольский» отменён. Открыт маршрут № 28 «Мещерское озеро — Фабрика им. 1 мая» (разворот через ул. Долгополова и Литвинова).

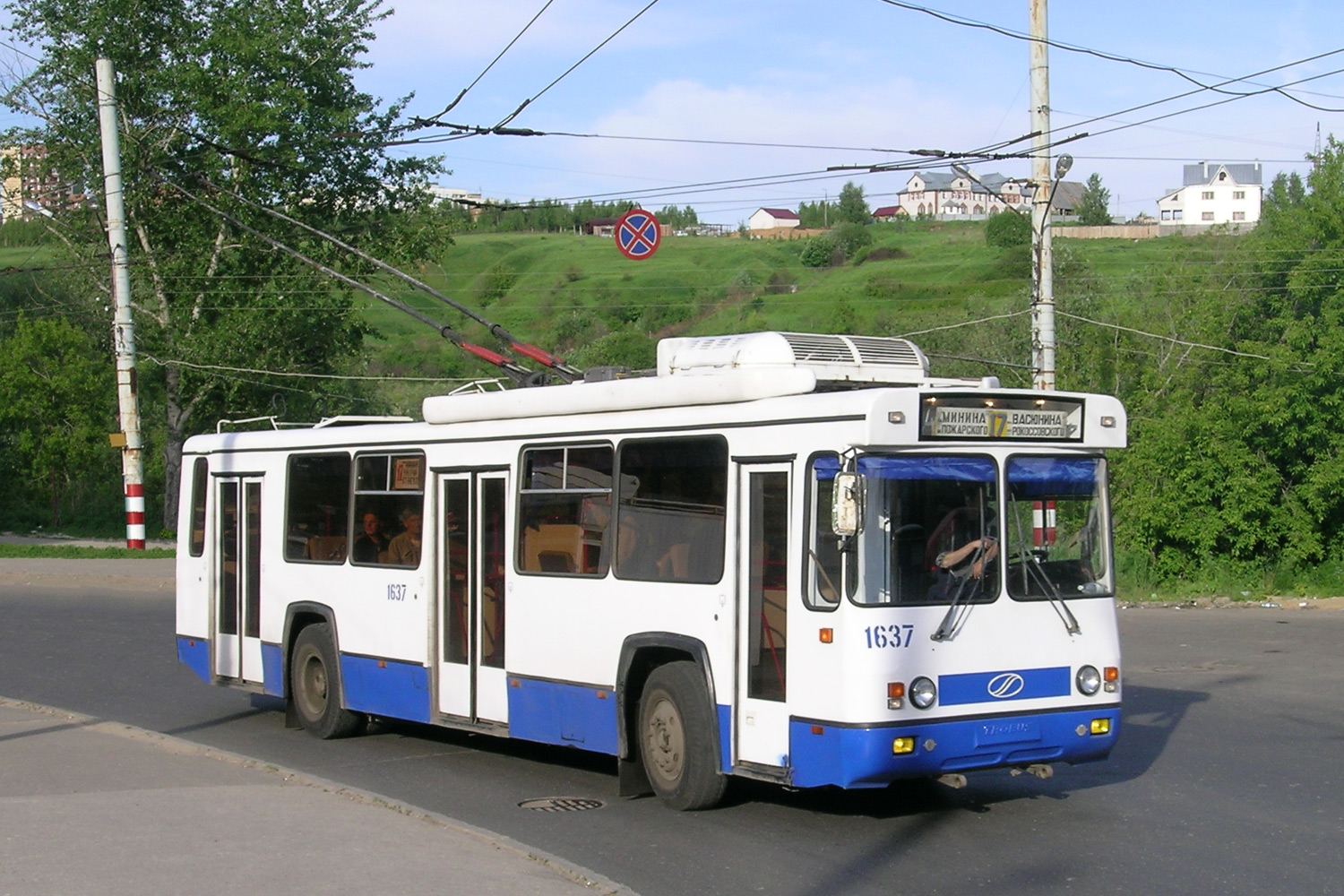
Троллейбус БТЗ-5276-04

- 1 марта 2007 изменен маршрут № 21 «Щербинки-2 — Верхние Печёры» (через ул. Васюнина).
- 2007 — изменён маршрут № 6 «пл. Минина — пл. Советская — Дворец Спорта — пл. Горького — пл. Минина» (полукольцевой), открыт маршрут № 20, идущий навстречу № 6 (полукольцевой).
- 6 июля 2008 временно закрыта линия по ул. Горького для строительства станции метро «Горьковская». Маршрут № 6 изменён «пл. Минина — пл. Горького» (через ул. Бекетова), маршрут № 13 сокращён «Пл. Горького — Щербинки 2», маршрут № 20 отменён.
- 20 октября 2008 изменена трасса маршрута № 13: он проходит «Пл. Минина — Щербинки 2» через ул. Ванеева и Бекетова. Маршрут № 6 отменен.
- 25 ноября 2008 — из-за строительства метромоста демонтирована линия через улицы Коммунистическая, Луначарского и Ивана Романова. Маршруты № 18, 23, 28 отменены. Вместо троллейбусного маршрута № 23 запущен автобусный маршрут № 23а «улица Памирская — ДК Красная Этна». Движение троллейбусов так и не было восстановлено, куст в Ленинском районе по-прежнему является изолированным от остальной сети.
- 2 февраля 2011 объединены маршруты № 2 и № 19. Образован маршрут № 2 «Дворец бракосочетания — ул. Минеева».
- 5 мая 2011 из-за строительства автоподходов к метромосту закрыта к/ст «Московский вокзал». Маршрут № 15 продлён до ул. Должанской, маршрут № 25 продлён до Мещерского озера. Его новая версия «Мещерское озеро — ул. Архангельская».
- 5 ноября 2012 после открытия станции метро «Горьковская» частично восстановлено движение маршрута № 6. Он следует по маршруту «Пл. Минина и Пожарского — ул. Варварская — ул. Горького — пл. Горького».
- 15 декабря 2012 после окончания строительства автодорожных подходов к метромосту было восстановлено троллейбусное кольцо за Московским вокзалом. Восстановлена конечная остановка троллейбуса № 15 «платформа Чаадаева — Московский вокзал». Троллейбус № 25 остался без изменений (конечная «микрорайон „Мещерское озеро“»).

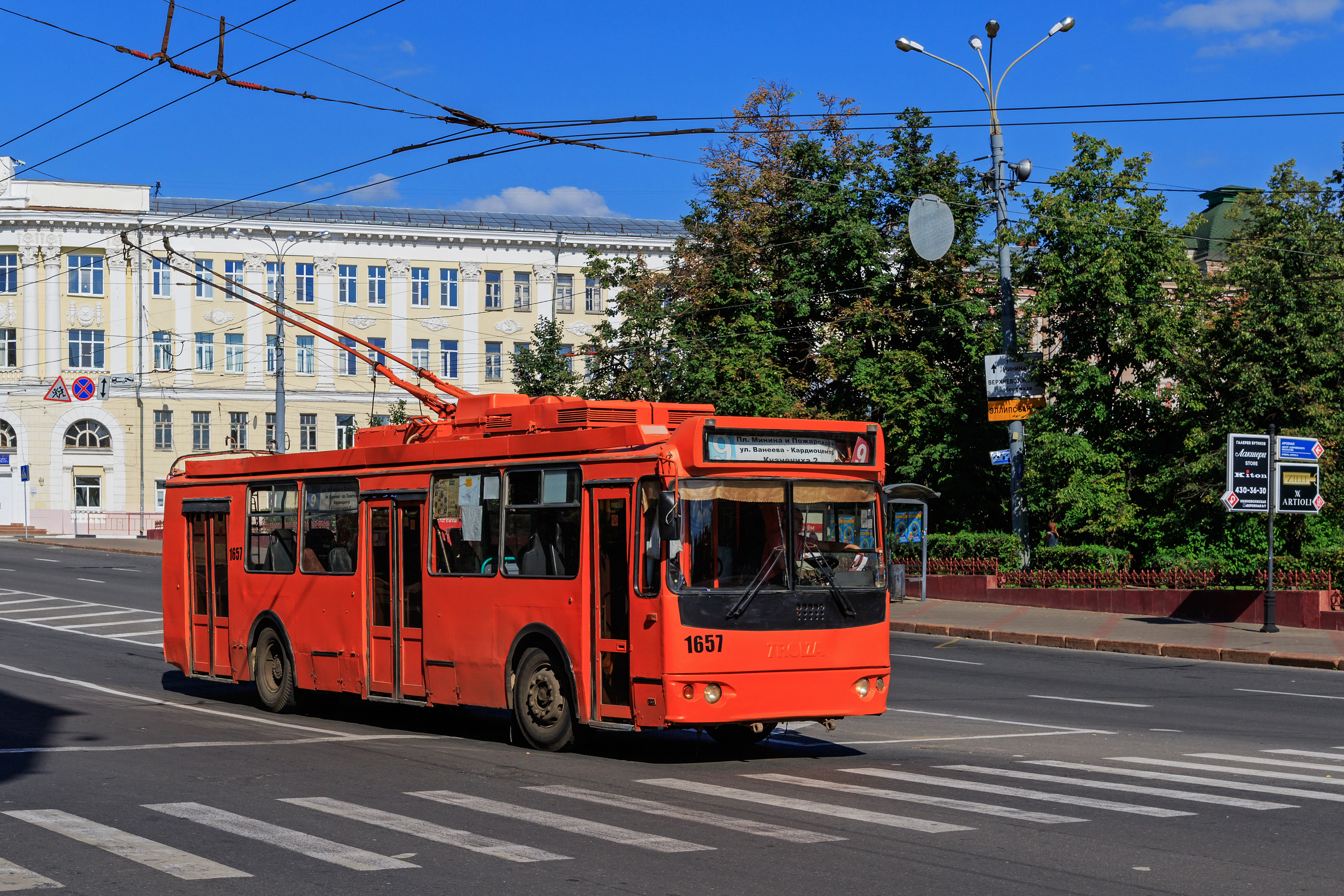
Современная модификация троллейбуса ЗиУ-682Г-016.03 у пл. Минина

- 25 декабря 2013 в связи с восстановлением трансформаторной подстанции на ул. Горького, на неё вернулись маршруты № 6, 13, 20, также перенаправлен маршрут № 21 с остановки «Щербинки-2» до своей новой конечной «Станция метро „Горьковская“» (по улицам Горького — Ванеева — Васюнина).
- 16 апреля 2014 изменён маршрут № 16 «Щербинки-2 — Верхние Печёры», маршрут № 21 отменён.
- 15 августа 2014 в связи с ремонтом теплотрассы на улице Большой Покровской маршрут № 13 «Пл. Минина и Пожарского — Щербинки-2» перенаправлен с площади Горького на площадь Советскую, маршрут № 20 сокращён до площади Горького, маршрут № 6 закрыт.
- 15 сентября 2014 отменён маршрут № 1, маршрут № 16 возвращён на прежнюю конечную «Улица Бориса Корнилова», открыт новый маршрут № 26 «Пл. Минина и Пожарского — Кузнечиха-2» через ул. Большая Печёрская, ул. Родионова, ул. Бринского.
- 25 ноября 2014 в связи с восстановлением троллейбусного движения по Большой Покровской улице маршрут № 13 «Пл. Минина и Пожарского — Щербинки-2» остался без изменений (по ул. Ванеева и Бекетова), открыт новый маршрут № 31 «Пл. Минина и Пожарского — пл. Горького — Щербинки-2», маршруты № 6, 20 отменены.
- 4 мая 2016 в связи с работами по переносу троллейбусной сети в рамках реконструкции улиц Фучика и Монастырка троллейбусный маршрут № 22 закрыт. Вместо него запущен автобусный маршрут № 22а «улица Минеева — 7 проходная ГАЗ».
- 25 июля 2016 маршрут № 14 "Улица Патриотов — станция «Счастливая» продлён в микрорайон Соцгород-2
- 1 августа 2016 маршрут № 8 «платформа Чаадаева — улица Дубравная» отменён.
- 16 августа 2016 маршрут № 22 «Улица Минеева — 7 проходная ГАЗ» восстановлен.
- ноябрь 2016 маршрут № 26 «Площадь Минина и Пожарского — Кузнечиха-2» закрыт из-за низкого пассажиропотока
- сентябрь — октябрь 2017 маршрут № 16 «Щербинки-2 — 4 Нагорный микрорайон» закрыт
- 21 октября 2017 запущена новая версия маршрута № 8 «Улица Дубравная — Московский вокзал».
- 26 февраля 2018 года в связи со строительством вестибюля станции метро «Стрелка», движение троллейбусов по Мещерскому бульвару закрыто. Троллейбусы № 10 и № 25 сокращены до улицы Должанской.
- 2 апреля 2018 года в связи с реконструкцией площади Киселёва, троллейбусы № 4, 12, 14, 22 закрыты. Троллейбус № 2 сокращён до улицы Новикова-Прибоя. Вместо 4 троллейбусов запущен автобусный маршрут № 22а «улица Минеева — 7 проходная ГАЗ».
- 8 мая 2018 года после завершения реконструкции площади Киселёва, движение троллейбусов по маршрутам № 2, 4, 12, 14 и № 22 восстановлено
- 10 мая 2018 года в связи с превращением площади Минина и Пожарского в фан-зону болельщиков Чемпионата мира по футболу 2018, троллейбусы № 13 и № 31 сокращены до площади Свободы, троллейбусы № 9 и № 17 перенаправлены на площадь Горького.
- 12 июня 2018 года после открытия станции метро «Стрелка», движение троллейбусов по Мещерскому бульвару восстановлено. Троллейбусы № 10 и № 25 вернулись на прежнюю конечную «Мещерское озеро».
- 2 августа 2018 года после демонтажа фан-зоны болельщиков Чемпионата мира по футболу 2018, троллейбусы № 13, № 17 и № 31 вернулись на площадь Минина и Пожарского, троллейбус № 9 изменён «Пл. Горького — пл. Свободы — ул. Ванеева — Кузнечиха-2»
- 12 сентября 2018 года из-за ремонта канализации на улице Пролетарской маршруты № 3 и № 5 закрыты
- 24 января 2019 года движение троллейбусов по маршруту № 3 восстановлено, маршрут № 5 восстановлен не был.
- 22 декабря 2019 года движение троллейбусов № 13,17,31 по площади Минина остановлено в связи с проведением фестиваля «Горьковская ёлка».
- 13 января 2020 года движение троллейбусов № 13,17,31 по площади Минина восстановлено.
- 6 июля 2020 года начались поставки б/у троллейбусов из Москвы.
- 1 декабря 2020 года была демонтирована контактная сеть на площади Минина, разворот троллейбусов № 13, 17, 31 организован около пересечения с Большой Покровской улицей. Таким образом, линия недействующих маршрутов № 1, 26 оказалась отрезана от контактной сети города.
- февраль 2021 года завершён демонтаж троллейбусной линии на улице Родионова до пересечения с улицей Бринского.
- август 2021 года приказом Минтранса Нижегородской области, троллейбусные маршруты № 5 «Мещерское озеро — мкр. Комсомольский» и № 26 «Пл. Минина и Пожарского — пл. Сенная — мкр. Кузнечиха-2» окончательно отменены.
- 20 августа 2021 года состоялась презентация нового троллейбуса БКМ-32100D, с увеличенным автономным ходом.
- 21 августа 2021 года троллейбус БКМ 32100D, начал возить пассажиров по маршруту № 17.
- 26 ноября 2021 года троллейбус БКМ 32100D, начал работать на маршруте № 17ц, до микрорайона «Цветы». От улицы Рокоссовского до «Цветов» и назад, он едет на автономном ходу. Испытания троллейбуса были завершены в феврале 2022 года.
- апрель 2022 года — демонтирована контактная сеть на улицах Бринского, Лопатина, Касьянова и Верхнепечёрской, а также на Казанском шоссе (верхняя часть города).
- 23 апреля 2022 года в связи с подготовкой к строительству станции метро «Пл. Свободы», прекращено движение троллейбусов по улице Горького. Троллейбус № 31 сокращён до площади Горького, троллейбус № 9 возвращён на старую конечную, на площади Минина.
- 23 августа 2022 года маршрут № 8 «Ж/Д вокзал — улица Дубравная» закрыт, маршрут № 25 «Мещерское озеро — ул. Архангельская» перенаправлен с Мещерского бульвара на Бурнаковский проезд, и далее по старому маршруту.
- 5 ноября 2022 года в связи с закрытием на ремонт трамвайной линии маршрутов № 6 и № 7, на время проведения работ, возобновлена работа маршрута № 5 «Мещерское озеро — мкр. Комсомольский»
- 8 июля 2023 года в связи с подготовкой к строительству станции метро «Пл. Свободы», прекращено движение троллейбусов по площади Свободы, улицам Ванеева и Варварской. Троллейбус № 13 перенаправлен на к/ст «Ул. Корнилова» (по трассе бывшего маршрута № 16), троллейбусы № 9 и № 17 следуют до площади Советской по маршруту, и далее по улице Бекетова, через Дворец Спорта до площади Горького.
- 15 ноября 2023 года маршрут № 8 «Ж/Д вокзал — улица Дубравная» вновь открылся.
- 19 февраля 2024 года маршрут № 11 «Станция метро „Пролетарская“ — Микрорайон Соцгород-2» переведён на обслуживание электробусами. Тем самым появился Нижегородский электробус.
- 22 февраля 2024 года маршрут № 22 «улица Минеева — 7-я проходная ГАЗ» переведён на обслуживание электробусами.

Карта маршрутов Нижегородского троллейбуса на лето 2022 года, перед закрытием длинной пригородной линии 8

- 22 марта 2024 года на маршруте № 4 «улица Минеева — улица Плотникова» начали работу электробусы, а 20 апреля этот троллейбусный маршрут был полностью переведён на обслуживание электробусами с продлением до ЖК Торпедо.
- 6 мая 2024 года электробусы начали работу на маршруте № 31. Троллейбусы пока сохраняются.
- 16 мая 2024 года прекратил работу маршрут № 17: «Микрорайон Кузнечиха-2 — площадь Горького».
- 8 июня 2024 года прекратил работу маршрут № 12: метро «Пролетарская» — ул. Патриотов. С 10 июня заменён на электробус.
- 1 сентября 2024 года маршрут № 9 «Микрорайон „Кузнечиха-2“ — площадь Горького» переведён на обслуживание электробусами.
- 13 сентября 2024 года прекратил работу маршрут № 2: Дворец бракосочетания – метро «Пролетарская» в связи с изменением трасс электробусных маршрутов э12 и э14 (сделаны полукольцевыми навстречу друг другу). Вместе с этим маршрут № 11 возобновил работу в виде троллейбуса.
- 21 октября 2024 года маршрут № 11 окончательно переведён на электробусы. Таким образом, троллейбусное движение в Автозаводском районе закрыто полностью.
- 9 декабря 2024 года маршрут № 31 окончательно переведён на электробусы. В нагорной части остаётся единственный маршрут троллейбуса №13.
- 1 марта 2025 года маршрут № 13 переведён на электробусы. Таким образом, Нагорная часть осталась без троллейбусного сообщения.
- 11 июня 2025 года состоялся тестовый запуск нового маршрута № 1, проезд был бесплатный. На маршруте используются только троллейбусы с увеличенным автономным ходом.
- 12 июня 2025 года новый маршрут № 1 начал полноценную работу.
- Июль 2025 года – полностью демонтированы не используемые и отрезанные с ноября 2008 года линии маршрутов № 18 и № 23.

### Закрытие системы
В 2023 году стало известно о планах частичной ликвидации троллейбусного движения в Нижнем Новгороде. Летом городские власти закупили 113 электробусов и около 60 зарядных станций. Осенью проводилась обкатка машин, а с февраля 2024 года они начали работать на маршрутах № 11 и № 22 Автозаводской сети. Троллейбусы, у которых не выработан срок службы, были переданы в депо № 2.

## Организация-перевозчик
ГП НО «Нижегородэлектротранс», расположенное по адресу улица Народная, д. № 43-А, руководит следующими тремя троллейбусными депо:
- троллейбусное депо № 1 на улице генерала Ивлиева, дом № 1-А (ныне осуществляется только выпуск электробусов);
- троллейбусное депо № 2 на Сормовском шоссе, дом № 1-В;
- троллейбусное депо № 3 на проспекте Ленина, дом № 87-Б (осуществляется только выпуск электробусов).

## Маршруты

### Действующие
| №  | Конечные пункты                        | Депо | Примечание                                                                  |
| -- | -------------------------------------- | ---- | --------------------------------------------------------------------------- |
| 1  | Стрелка — Чаадаево                     | 2    | На маршруте используются только троллейбусы с увеличенным автономным ходом. |
| 3  | Мещерское озеро — Чаадаево             | 2    | По будням в часы пик                                                        |
| 5  | Мещерское озеро — Починки              | 2    |                                                                             |
| 8  | Московский вокзал — Дубравная          | 2    |                                                                             |
| 10 | Мещерское озеро — Авторынок Московский | 2    |                                                                             |
| 15 | Московский вокзал — Чаадаево           | 2    |                                                                             |
| 25 | Мещерское озеро — ул. Архангельская    | 2    | Полукольцевой                                                               |

### Закрытые
| №  | Конечные пункты                                           | Дата закрытия         | Причина закрытия |
| -- | --------------------------------------------------------- | --------------------- | --- |
| 2  | Дворец Бракосочетания — Улица Минеева                     | 13 сентября 2024 года | Замена на электробусы |
| 4  | Улица Минеева — Соцгород-2                                | 20 апреля 2024 года   | Замена на электробусы |
| 6  | Площадь Минина и Пожарского — Площадь Минина и Пожарского | 15 августа 2014 года  | Ремонт теплотрассы |
| 7  | Московский вокзал — Починки                               | 2004 год              | |
| 9  | Площадь Горького — Кузнечиха-2                            | 1 сентября 2024 года  | Замена на электробусы |
| 11 | Пролетарская — Соцгород-2                                 | 21 октября 2024 года  | Замена на электробусы |
| 12 | Пролетарская — Улица Патриотов                            | 8 июня 2024 года      | Замена на электробусы |
| 13 | Улица Корнилова — Щербинки-2                              | 1 марта 2025 года     | Замена на электробусы |
| 14 | Улица Патриотов — Соцгород-2                              | 5 августа 2024 года   | Ремонт трамвайных путей в Автозаводском районе и замена на электробусы                                                              |
| 16 | Щербинки-2 — Улица Корнилова                              | 2017 год              | |
| 17 | Площадь Горького — Кузнечиха-2                            | 16 мая 2024 года      | Замена на электробусы |
| 18 | Мещерское озеро — Улица Памирская                         | 25 ноября 2008 года   | Строительство метромоста |
| 19 | Пролетарская — Дворец Бракосочетания                      | 2 февраля 2011 года   | Объединение с маршрутом № 2 |
| 20 | Площадь Минина и Пожарского — Площадь Горького            | 25 ноября 2014 года   | Замена на маршрут № 31 |
| 21 | Площадь Горького — Верхние Печёры                         | 16 апреля 2014 года   | |
| 22 | Улица Минеева — 7 проходная ГАЗ                           | 22 февраля 2024 года  | Замена на электробусы |
| 23 | Улица Памирская — Красная Этна                            | 25 ноября 2008 года   | Строительство метромоста |
| 24 | Улица Патриотов — 7 проходная ГАЗ                         |                       | Не был открыт в связи с отказом от ввода в эксплуатацию линии по Южному шоссе и улице Фучика между улицами Венедяпина и Монастыркой |
| 26 | Площадь Минина и Пожарского — Кузнечиха-2                 | 2017 год              | Неэффективность |
| 28 | Мещерское озеро — Ул. Долгополова                         | 25 ноября 2008 года   | Строительство метромоста. Работал по выходным                                                                                       |
| 31 | Площадь Горького — Щербинки-2                             | 9 декабря 2024 года   | Ремонт трамвайных путей на перекрестке улиц Кузнечихинской и Бекетова и замена на электробусы                                       |

## Дублирование троллейбусных маршрутов автобусными
Большинство маршрутов закрылось или изменилось из-за бурного развития автобусов и маршрутных такси в 2006—2012 годах. Отмененный в 2014 году троллейбус № 1, соединявший Верхние Печёры с площадью Минина, сильно задублирован автобусами № 2, 40, 45, 52, 58, 90, т14, 24, 13, 45, 78, 74, т83, 97. Троллейбус № 8, когда у него была конечная «платформа Чаадаево», дублировался автобусом № 10 и был закрыт 1 августа 2016 года из-за нерентабельности, но 21 октября 2017 года его восстановили, перенаправив к Железнодорожному вокзалу по Сормовскому шоссе. Несмотря на дублирование с автобусом № 95, маршрут № 8 стабилен.

### Дублирование троллейбусных маршрутов автобусными
В таблице представлены автобусные маршруты, которые более чем на 90 % дублируют троллейбусные.
| Троллейбусный маршрут | Автобусный маршрут |
| --------------------- | ------------------ |
| 8                     | 57, 95, 203, 318   |
| 10                    | 210, Т-314         |
| 15                    | 45, 89             |
| 25                    | 48                 |

## Подвижной состав
На 2024 год в одном троллейбусном депо эксплуатируются троллейбусы 8 различных моделей. Износ подвижного состава, около 70 %. Большая часть эксплуатируемых в Нижнем Новгороде троллейбусов — это модели БКМ 321 различных модификаций переданных из Москвы. В 1997—1999 годах в город поступили троллейбусы АКСМ-101ПС (5 штук) и АКСМ-201-01 (3 штуки). С 2001 по 2005 год в городе производилась сборка троллейбусов «Нижтролл» — КВР старых ЗиУ-682. Троллейбусы модели БТЗ-5276-04 2005 года, эксплуатируются во всех троллейбусных депо. С 2009 по 2010 годы троллейбусные депо № 1 и № 3 поступил 21 новый троллейбус модели ВМЗ-52981 (13 в 1-е депо, 8 — в третье). а также с 2009 по 2011 год в 1-е троллейбусное депо поступили по одному троллейбусу моделей Тролза-5265 «Мегаполис» и ВМЗ-5298.01-50 «Авангард». Троллейбусы БКМ-321 поставленные в 2009 году начали свою работу в троллейбусных депо № 2 и № 3. В троллейбусное депо № 2 поступили 10 б/у троллейбусов ВЗТМ-5280, из Кургана, и 12 — из Архангельска, где они работали до закрытия там, троллейбусного движения. С 2007 по 2012 год 30 троллейбусов из троллейбусных депо № 2 и № 3 прошли капитально-восстановительный ремонт в Иваново. В 2013 году в троллейбусные депо № 2 и № 3 на замену старым троллейбусам поступило 15 троллейбусов МТРЗ-6223. 1-е троллейбусное депо с 2017 года начало проводить модернизацию оставшихся старых троллейбусов ЗиУ-682. Ранее пассажирские перевозки осуществлялись троллейбусами МТБ-82, ЗиУ-5 и ЗиУ-682Б. На данный момент один троллейбус МТБ-82 № 57 и один троллейбус ЗиУ-5Д № 1247 находятся в музее электротранспорта при МП «Нижегородэлектротранс». Ни один троллейбус модели ЗиУ-682Б до наших дней в полноценном состоянии не сохранился. В ближайшие годы троллейбусная система Нижнего Новгорода должна пополниться новыми троллейбусами на автономном ходу, а также должна быть проведена модернизация старых троллейбусов. С июля 2020 года, в город началась поставка б/у троллейбусов из Москвы. Всего в Нижний Новгород из Москвы пришло 70 троллейбусов.
Поступления после 2000 года:
| Дата                  | Модель                        | Количество | Бортовые номера                                                                          | примечание                                 |
| --------------------- | ----------------------------- | ---------- | ---------------------------------------------------------------------------------------- | ------------------------------------------ |
| декабрь 2005 года     | БТЗ-5276-04                   | 8          | 1637, 1639, 2522, 2586, 2599, 3574, 3576, 3584                                           | Все списаны кроме 3574                     |
| август 2006 года      | ЗиУ-682Г-016.03               | 40         | 1657 — 1696                                                                              | Все списаны                                |
| апрель-июнь 2009 года | ВЗТМ-5280                     | 22         | 2301 — 2322                                                                              | б/у из Кургана и Архангельска              |
| декабрь 2009 года     | ВМЗ-52981                     | 14         | 3901 — 3905, 1901—1906, 1908—1910                                                        |                                            |
| декабрь 2009 года     | Тролза-5265.00 «Мегаполис»    | 1          | 1401                                                                                     |                                            |
| декабрь 2009 года     | АКСМ-321                      | 2          | 2203, 3206                                                                               |                                            |
| апрель 2010 года      | ВМЗ-52981                     | 7          | 3906 — 3908, 1907, 1912—1914                                                             |                                            |
| ноябрь 2010 года      | ВМЗ-5298.01 «Авангард»        | 1          | 1911                                                                                     |                                            |
| сентябрь 2013 года    | МтрЗ-6223                     | 15         | 2531, 2570, 2571, 2579, 2624, 2634, 3526, 3534, 3542, 3593, 3597, 3602, 3608, 3610, 3615 | Все списаны кроме 2571                     |
| июль 2020 года        | Тролза-5265.00 «Мегаполис»    | 10         | 1402 — 1411                                                                              | б/у из Москвы                              |
| июль 2020 года        | БКМ 321                       | 22         | 2204 — 2213, 3207 — 3212                                                                 | б/у из Москвы                              |
| июль 2020 года        | ВМЗ-5298.01 «Авангард»        | 4          | 3909 — 3912                                                                              | б/у из Москвы                              |
| апрель 2021 года      | БКМ 321                       | 12         | 2214 — 2225                                                                              | б/у из Москвы                              |
| апрель 2021 года      | СВАРЗ-МАЗ-6235.00             | 20         | 1101 — 1108, 3101 — 3112                                                                 | б/у из Москвы                              |
| апрель 2021 года      | СВАРЗ-6237 (на базе АКСМ-333) | 1          | 2226                                                                                     | б/у из Москвы. Так и не эксплуатировался   |
| апрель 2021 года      | ВМЗ-62151 «Премьер»           | 5          | 1915-1919                                                                                | б/у из Москвы. Так и не эксплуатировались. |
| апрель 2021 года      | ТролЗа-6206 «Мегаполис»       | 2          | 1412-1413                                                                                | б/у из Москвы. Так и не эксплуатировались  |
| август 2021 года      | БКМ 32100D                    | 1          | 1801                                                                                     | В октябре 2022 года стал 3213              |
| август 2022 года      | БКМ 32100D                    | 1          | 2227                                                                                     |                                            |
| май 2025 года         | Синара 6254.00                | 1          | 2701                                                                                     |                                            |
| июнь 2025 года        | ПКТС 6281.01 «Адмирал»        | 1          | 2801                                                                                     | возвращён на завод 27 июля 2025            |
| июль 2025 года        | ВМЗ-5298.01 «Авангард»        | 1          | 2901                                                                                     | возвращён на завод 11 августа 2025         |

## Галерея
В этой галерее показаны фотографии троллейбусов, ныне эксплуатирующихся и тех, которые уже сняты из эксплуатации.
| Вид                    | модель                                               | производитель                                   | годы выпуска | в эксплуатации | количество троллейбусов | примечание                     |
| ---------------------- | ---------------------------------------------------- | ----------------------------------------------- | ------------ | -------------- | ----------------------- | ------------------------------ |
|                        | БКМ 321                                              | Белкоммунмаш                                    | 2007 — 2012  | с 2009 года    | 19                      | 24 троллейбуса — из Москвы     |
|                        | СВАРЗ-МАЗ-6235.00                                    | Сокольнический вагоноремонтный завод (СВАРЗ)    | 2011 — 2012  | с 2021 года    | 12                      | б/у из Москвы                  |
|                        | ВМЗ-52981                                            | Вологодский троллейбусный завод («Транс-Альфа») | 2009 — 2010  | с 2009 года    | 21                      |                                |
|                        | ЗиУ-682 КР Иваново                                   |                                                 | 2007 — 2012  | с 2007 года    | 5                       |                                |
| Троллейбус БКМ-32100D  | БКМ 32100D                                           | Белкоммунмаш                                    | 2021         | с 2021 года    | 2                       | модификация на автономном ходу |
|                        | Синара 6254.00                                       | Группа «Синара»                                 | 2025         | с 2025 года    | 1                       |                                |
| ВМЗ-5298.01 «Авангард» | ВМЗ-5298.01-50 «Авангард» (старый образец 2010 года) | Вологодский троллейбусный завод («Транс-Альфа») | 2008 — 2010  | с 2010 года    | 1                       | 4 троллейбуса — из Москвы      |
| Троллейбус № 3574      | БТЗ-5276-04                                          | Башкирский троллебусный завод                   | 2005         | с 2005 года    | 1                       |                                |
| МтрЗ-6223              | МТрЗ-6223                                            | Московский троллейбусный завод                  | 2013 — 2014  | с 2013 года    | 1                       |                                |
| Всего                  |                                                      |                                                 |              |                | 64                      |                                |

| Вид                                                             | модель                                           | годы эксплуатации    | примечание                                                                                           |
| --------------------------------------------------------------- | ------------------------------------------------ | -------------------- | --- |
| МТБ-82                                                          | МТБ-82                                           | 1947 — 1973          | троллейбус № 57 — музейный                                                                           |
| ЗиУ-5Д                                                          | ЗиУ-5Д                                           | 1968 — 1982          | троллейбус № 1247 — музейный                                                                         |
|                                                                 | ЗиУ-682Б                                         | 1972 — 1988          | |
|                                                                 | СНТ-2                                            | 1999 — 2010          | Модернизация ЗиУ-682 на ВРЗ                                                                          |
| Троллейбус ЗиУ-682Г, прошедший КВР, в Нижнем Новгороде, 2005 г. | ЗиУ-682Г                                         | 1991 — 2015          | |
|                                                                 | ТролЗа-6206.01 «Мегаполис»                       | не эксплуатировались | б/у из Москвы                                                                                        |
|                                                                 | ВМЗ-62151 «Премьер»                              | не эксплуатировались | б/у из Москвы                                                                                        |
|                                                                 | АКСМ-333 (СВАРЗ-6237)                            | не эксплуатировались | б/у из Москвы                                                                                        |
| Троллейбус БКМ 20101 в Нижнем Новгороде                         | АКСМ-20101                                       | 1999 — 2023          | |
| АКСМ-101ПС                                                      | АКСМ-101ПС                                       | 1997 — 2024          | |
| ЗиУ-682Г-016.03                                                 | ЗиУ-682Г-016.03                                  | 2006 — 2024          | |
|                                                                 | Тролза-5265 «Мегаполис»                          | 2009 — 2024          | 10 машин - б/у из Москвы. Все переданы в Дзержинск (кроме 1401, 1402 и 1409)                         |
| ЗиУ-682Г                                                        | ЗиУ-682В                                         | 1976 — 2024          | |
|                                                                 | Нижтролл (КВР старых ЗиУ-682)                    | 2001 — 2025          | |
|                                                                 | ПКТС-6281.01 «Адмирал»                           | 2025                 | Приезжал на испытания. 16 июля 2025 возвращён на завод                                               |
|                                                                 | ВМЗ-5298.01 «Авангард» (новый образец 2025 года) | 2025                 | Приезжал на испытания. 11 августа 2025 возвращён на завод по причине многочисленных тех. недостатков |
| Троллейбус ВЗТМ-5280                                            | ЛиАЗ-5280                                        | 2009 — 2025          | б/у из Кургана и Архангельска                                                                        |